# Simon Gotch
Seth Lesser (Hoboken, 18 ottobre 1982) è un wrestler statunitense attualmente sotto contratto con la Total Nonstop Action Wrestling dove si esibisce con il ring name Simon Gotch.
Gotch è noto per i suoi trascorsi in WWE: qui, nel territorio di sviluppo di NXT, ha vinto una volta l'NXT Tag Team Champion con Aiden English, con il quale formava i Vaudevillains.

## Carriera

### Circuito indipendente (2002–2013)
Smith ha lottato per anni nel circuito indipendente per federazioni come All Pro Wrestling, Pro Wrestling Guerrilla, Chikara e Full Impact Pro. Smith ha principalmente lottato con la gimmick di Ryan Drago, un personaggio che traeva ispirazione dai lottatori dei primi anni del '900 come Georg Hackenschmidt e The Great Gama.

### WWE

#### NXT (2013–2016)
Nel giugno 2013 Smith viene messo sotto contratto con la WWE ed assegnato al territorio di sviluppo NXT, dove adotta il ring name Simon Gotch, in onore a Frank e Karl Gotch. Nel giugno 2014 Gotch forma un tag team con Aiden English, i Vaudevillains, un tag team heel nostalgico del vaudeville. I Vaudevillains fanno il loro debutto durante l'episodio del 19 giugno 2014, sconfiggendo Angelo Dawkins e Travis Tyler. In agosto i Vaudevillains partecipano ad un torneo per determinare il primo sfidante agli NXT Tag Team Championship, venendo però sconfitti in finale dai Lucha Dragons. Il 30 ottobre i Vaudevillains vincono una tag team battle royale diventando il numero 1 contender agli NXT Tag Team Championship. I due ricevono la loro opportunità titolata l'11 dicembre ad NXT TakeOver: R Evolution, venendo tuttavia sconfitti dai campioni in carica Lucha Dragons. Dopo una pausa i Vaudevillains tornano, questa volta come face, il 3 giugno 2015, sconfiggendo Jason Jordan e Marcus Louis. L'8 luglio Gotch ed English sconfiggono Enzo Amore e Colin Cassady diventando primi sfidanti ai titoli. Il 29 luglio i Vaudevillains vengono sconfitti da Blake & Murphy in seguito all'interferenza della manager di questi ultimi Alexa Bliss, fallendo così l'assalto ai titoli di coppia. I Vaudevillains ricevono un'altra opportunità al titolo il 22 agosto in occasione di NXT TakeOver: Brooklyn, dove, accompagnati da Blue Pants, riescono a battere Blake e Murphy, conquistando così per la prima volta l'NXT Tag Team Championship.

#### Main roster (2016–2017)
I Vaudevillains debuttano a SmackDown il 7 aprile 2016 sconfiggendo i Lucha Dragons (Kalisto e Sin Cara), loro vecchi rivali ad NXT. Nella puntata di SmackDown del 14 aprile prendono parte ad un torneo per decretare gli sfidanti al WWE Tag Team Championship detenuto dal New Day (Big E, Kofi Kingston e Xavier Woods) dove affrontano e sconfiggono ai quarti di finale i GoldDango (Goldust e Fandango). Nella semifinale, invece, svoltasi il 18 aprile a Raw, Gotch ed English sconfiggono gli Usos (Jey Uso e Jimmy Uso), qualificandosi per la finale dove hanno affrontato Enzo Amore e Big Cass (loro vecchi rivali ad NXT) a Payback il 1º maggio, ma il match è terminato in un no contest a causa dell'infortunio di Amore, il che ha portato i Vaudevillains a vincere a tavolino l'incontro, diventando contendenti nº1 ai titoli di coppia. A seguito di questa situazione, i Vaudevillains hanno iniziato una faida con il New Day; nella puntata di Raw del 9 maggio hanno attaccato Big E, Kofi Kingston e Xavier Woods durante il loro match contro i Dudley Boyz (Bubba Ray Dudley e D-Von Dudley), permettendo a questi ultimi di trionfare. Nella puntata di SmackDown del 19 maggio i Vaudevillains, affiancati dai Dudley Boyz, vengono sconfitti dal New Day e Big Cass. I Vaudevillains hanno affrontato Big E e Xavier Woods del New Day il 22 maggio a Extreme Rules per il WWE Tag Team Championship ma sono stati sconfitti. Il 19 giugno a Money in the Bank i Vaudevillains non sono riusciti a conquistare il WWE Tag Team Championship in un Fatal 4-Way Tag Team match che includeva anche Karl Anderson e Luke Gallows, Enzo Amore e Big Cass e i campioni del New Day, poiché questi ultimi hanno vinto l'incontro, mantenendo i titoli. Nella puntata di SmackDown del 23 giugno i Vaudevillains sono stati sconfitti da Kingston e Big E del New Day. Nella puntata di Raw del 4 luglio i Vaudevillains sono stati sconfitti dai Golden Truth (Goldust e R-Truth). Nella puntata di Raw dell'11 luglio i Vaudevillains hanno partecipato ad una Battle Royal per determinare il contendente nº1 all'Intercontinental Championship, detenuto da The Miz, ma sono stati entrambi eliminati.
Con la Draft Lottery avvenuta nella puntata di SmackDown del 19 luglio, Gotch è stato trasferito a SmackDown insieme al suo compagno Aiden English. Nella puntata di SmackDown del 26 luglio English e Gotch hanno partecipato ad una Battle Royal per determinare uno dei sei sfidanti del Six-Pack Challenge match per determinare il contendente nº1 al WWE World Championship di Dean Ambrose ma sono stati eliminati. Nella puntata di Main Event del 29 luglio i Vaudevillains sono stati sconfitti dagli Hype Bros (Mojo Rawley e Zack Ryder). Nella puntata di SmackDown del 2 agosto i Vaudevillains sono stati sconfitti dai debuttanti American Alpha (Chad Gable e Jason Jordan). Nella puntata di SmackDown del 16 agosto i Vaudevillains, i Breezango (Fandango e Tyler Breeze) e gli Ascension sono stati sconfitti dagli American Alpha, gli Usos e gli Hype Bros in un 12-Man Tag Team match. La scena si è ripetuta nel Kick-off di SummerSlam quando i Vaudevillains, gli Ascension e i Breezango sono stati sconfitti dagli Hype Bros, gli Usos e gli American Alpha in un altro 12-Man Tag Team match. Il 25 agosto a Main Event sono stati sconfitti dagli Hype Bros. Nella puntata di SmackDown del 23 agosto è stato annunciato il WWE SmackDown Tag Team Championship e, per questo motivo, è stato indetto un torneo per decretare i due team che si affronteranno l'11 settembre a Backlash. Nella successiva puntata di SmackDown del 27 agosto i Vaudevillains hanno affrontato gli Hype Bros nei quarti di finale ma sono stati sconfitti ed eliminati. Nella puntata di SmackDown del 4 ottobre i Vaudevillains sono ritornati venendo sconfitti dagli Hype Bros. Il 9 ottobre nel Kick-off di No Mercy i Vaudevillains e gli Ascension sono stati sconfitti dagli Hype Bros e gli American Alpha. Nella puntata di Main Event del 13 ottobre i Vaudevillains sono stati nuovamente sconfitti dagli Hype Bros. Nella puntata di Main Event del 20 ottobre i Vaudevillains sono stati sconfitti dagli American Alpha. Nella puntata di Main Event del 4 novembre Simon Gotch è stato sconfitto da Jack Swagger. Nella puntata di SmackDown dell'8 novembre i Vaudevillains sono stati sconfitti dai Breezango, perdendo dunque la possibilità di entrare nel Team SmackDown per Survivor Series. Nella puntata di Main Event del 17 novembre i Vaudevillains sono stati nuovamente sconfitti dai Breezango. Nella puntata di SmackDown del 22 novembre i Vaudevillains hanno partecipato ad un Tag Team Turmoil match per decretare i contendenti nº1 al WWE SmackDown Tag Team Championship di Heath Slater e Rhyno ma sono stati eliminati dagli American Alpha. Il 4 dicembre, nel Kick-off di TLC: Tables, Ladders & Chairs, i Vaudevillains, gli Ascension e Curt Hawkins sono stati sconfitti dagli American Alpha, gli Hype Bros e Apollo Crews. Nella puntata di SmackDown del 13 dicembre i Vaudevillains hanno partecipato ad una Battle royal che comprendeva anche gli American Alpha, gli Ascension, i Breezango, Heath Slater e Rhyno e gli Hype Bros ma sono stati eliminati, mentre gli Hype Bros si sono aggiudicati la contesa, diventando i contendenti nº1 al WWE SmackDown Tag Team Championship. Nella puntata di SmackDown del 24 gennaio 2017 i Vaudevillains hanno partecipato ad una Battle Royal per guadagnare un posto nel Royal Rumble match del 2017 ma sono stati eliminati da Heath Slater e Rhyno contemporaneamente. Nella puntata di SmackDown del 7 febbraio gli Ascension, gli Usos e i Vaudevillains hanno sconfitto gli American Alpha, i Breezango e Heath Slater e Rhyno. Il 12 febbraio, ad Elimination Chamber, i Vaudevillains hanno partecipato ad un Tag Team Turmoil match per il WWE SmackDown Tag Team Championship ma sono stati eliminati da Heath Slater e Rhyno. Il 2 aprile, nel Kick-off di WrestleMania 33, Gotch ha partecipato all'annuale André the Giant Memorial Battle Royal ma è stato eliminato da Braun Strowman.
Il 5 aprile 2017 Gotch è stato rilasciato ufficialmente dalla WWE.

### Ritorno al circuito indipendente (2017–presente)
Dopo essere stato rilasciato dalla WWE, Lesser è tornato a lottare nel Circuito indipendente adottando il ringname Simon Grimm.

## Personaggio

### Mosse finali
- Brock Samson's Revenge (Double underhook powerbomb) – circuito indipendente
- Gentleman's Clutch (Bridging cobra clutch underhook suplex)[2]

### Manager
- Blue Pants

### Soprannomi
- "The Gentleman Bruiser"[2]
- "The Steam-Powered Madman"[2]
- "The Well-Moustached Gotch Stylist"

### Musiche d'ingresso
- "A Quicker Accomplishment" di Art Test Music (NXT; 30 maggio 2014–25 settembre 2014; usata in team con Aiden English)
- "Voix De Ville" dei CFO$ (NXT/WWE; 2 ottobre 2014–24 giugno 2015; 14 aprile 2016–5 aprile 2017; usata in team con Aiden English)
- "Vau De Vire" dei CFO$ (NXT/WWE; 1º luglio 2015–7 aprile 2016; usata in team con Aiden English)
- "A Grimm Entrance" di Max Jampole (Circuito indipendente; 8 luglio 2017–presente)

## Titoli e riconoscimenti
- Pro Wrestling Illustrated
  - 175º tra i migliori 500 wrestler singoli su PWI 500 (2016)
- World League Wrestling
  - WLW Tag Team Championship (1) – con Elvis Aliaga[1]
- WWE
  - NXT Tag Team Championship (1) – con Aiden English[1]
- Xtreme Wrestling Alliance
  - XWA Frontier Sports Championship (1, attuale)